# Callianthe darwinii
Callianthe darwinii är en malvaväxtart som först beskrevs av Joseph Dalton Hooker, och fick sitt nu gällande namn av Donnell. Callianthe darwinii ingår i släktet Callianthe och familjen malvaväxter. Inga underarter finns listade i Catalogue of Life.